# Sustitución (deporte)
La sustitución en el deporte de equipo es la regla que permite reemplazar a un jugador titular por un suplente. Puede realizarse por lesión o motivos tácticos y dependiendo del deporte varían las reglas en cuanto al número, el modo y la posibilidad del reingreso de los sustituidos.

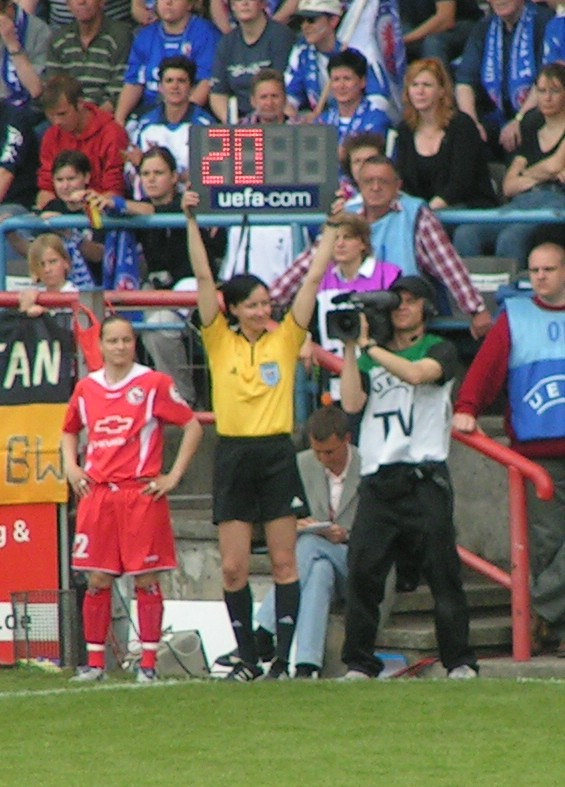
Una árbitra señala la sustitución de la jugadora con la camiseta número 20. La sustituta espera a su derecha para ingresar.

## Por deporte

### Fútbol
Antes de 1953 las sustituciones en partidos competitivos no eran posibles, ese año se implementó para los partidos de clasificación para la Copa del Mundo de 1954 y a cada equipo se le permitió reemplazar a un jugador lesionado, pero solo en la primera mitad. En 1965, la liga inglesa decidió que un jugador lesionado de cada equipo puede ser sustituido en todo el partido y en Italia los porteros podían ser sustituidos en cualquier momento y aunque no estuvieran lesionados. Finalmente en 1967 se modificó la Regla III de la FIFA, permitiendo que un futbolista lesionado por equipo puede ser reemplazado.
Desde 1995 tres jugadores, sin restricciones como lesiones, pueden ser sustituidos y estos ya no podrán reingresar. Se mantuvo sin cambios hasta 2020.
La pandemia de COVID-19 ha resultado en calendarios de juego más ajustados y tiempos de recuperación más cortos para los jugadores en 2020. Para contrarrestar esto, la IFAB aumentó la cuota de cambios a cinco (5). Se permite una cuarta sustitución en caso de prórroga.

En la Copa del Mundo de 2022, se permite un cambio adicional si se sospecha una conmoción cerebral; en Inglaterra contra Irán Alireza Beiranvand y en la final Adrien Rabiot fue sustituido por este motivo.

### Fútbol americano
En el fútbol americano, donde los cambios son ilimitados, se sustituye casi todo el equipo en función de la posesión del balón. Así, el plantel de un equipo se divide en: defensiva, ofensiva y equipos especiales.

### Rugby
En el rugby se permiten siete cambios, debido a tener la más alta incidencia de lesiones en el deporte de equipo, pero además existe la sustitución por sangre. Esta última permite sustituir temporalmente a un rugbista lastimado para que reciba asistencia sanitaria y luego invertir el cambio, la excepción es que no se permite regresar a quien sufrió una conmoción cerebral.

### Baloncesto
En baloncesto, además de los cinco titulares, hay hasta siete jugadores suplentes que pueden ser reemplazados en cualquier momento mientras el juego está parado.

## Equipo de Reserva
Para competir eficazmente en varios torneos simultáneamente y evitar el cansancio, los equipos cuentan con una cantidad de jugadores amplia; en total casi el triple de los titulares necesarios, por ejemplo: si son 15 rugbistas titulares, el plantel será mayor a 40 jugadores. Con el fin de dar a los suplentes la forma física y la práctica de partido necesarias, se crea el equipo de reserva y profesionalmente la filial; que juegan su propio torneo contra otros segundos equipos, por ejemplo: el Barça Atlètic.
Los segundos equipos incluso existen internacionalmente, por ejemplo: los All Blacks XV (Nueva Zelanda) y los Ireland Wolfhounds (Irlanda). Las selecciones secundarias de las superpotencias del rugby juegan torneos contra otras selecciones principales de menor nivel, como la Churchill Cup y la Pacific Nations Cup.

## Sustituciones famosas
En la Final de la Copa Mundial de Fútbol de 1982 el veterano Franco Causio ingresó en el minuto 89, como un reconocimiento a su carrera del técnico Enzo Bearzot.
En las semifinales de la Copa Mundial de Fútbol de 1986, en el partido de Argentina vs. Bélgica, el veterano Ricardo Bochini ingresó al minuto 85 y Diego Maradona le dijo: «Pase maestro, lo estábamos esperando».
En la Final de la Copa Mundial de Rugby de 1999 el australiano Tim Horan, que luego sería elegido mejor jugador del torneo, fue sustituido al minuto 79 como reconocimiento a su desempeño y recibió la aclamación del público.
En la Final de la Copa Mundial de Rugby de 2011 el neozelandés Aaron Cruden se lesionó y fue sustituido por Stephen Donald, quien no había jugado en el torneo hasta entonces. Donald terminó anotando el penal que consagró a los All Blacks campeones del mundo por segunda vez.
En los cuartos de final del mundial de Brasil 2014, el técnico neerlandés Louis van Gaal sustituyó en el minuto 121 al portero Jasper Cillessen y creó la ilusión que el ingresante Tim Krul era un experto atajador de penales. Finalmente, los Países Bajos vencieron gracias a dos atajadas de Krul a Costa Rica y avanzaron a las semifinales. 